# توپراق تپه
توپراق تپه مربوط به دوره ساسانیان است و در شهرستان خدابنده، بخش سجاسرود، روستای آقاجری واقع شده و این اثر در تاریخ ۱۲ بهمن ۱۳۸۱ با شمارهٔ ثبت ۷۴۱۷ به‌عنوان یکی از آثار ملی ایران به ثبت رسیده است.